# تپه سه کانی
تپه سه کانی مربوط به دوران‌های تاریخی پس از اسلام است و در شهرستان بیجار، بخش مرکزی، روستای بابا فقیه واقع شده و این اثر در تاریخ ۱۰ دی ۱۳۸۱ با شمارهٔ ثبت ۶۸۰۸ به‌عنوان یکی از آثار ملی ایران به ثبت رسیده است.